# Suzanne Thiolier-Méjean
Pour les articles homonymes, voir Méjean.
Suzanne Thiolier-Méjean est une philologue française. Elle est spécialiste d'études romanes et occitanes.

## Biographie
Fille de René Méjean, Suzanne Thiolier-Méjean naît le 25 septembre 1940 à Mer.
Assistante de langue française à l'université de Nanterre à partir de 1966, elle passe en 1969 à l'université Paris-Sorbonne auprès de Charles Rostaing, où elle soutient en 1973 une thèse d'État ès lettres sous sa direction.
Devenue professeuse à la Sorbonne, titulaire de la chaire de langue et de littérature d'oc, elle prend en 1974 la direction de l'Institut de langue et de littérature d'oc, devenu Centre d'enseignement et de recherche d'oc en 1993.
En 1975, en qualité de membre du bureau la Confédération des associations culturelles et enseignantes d'oc (CACEO) qui défend alors un point de vue anti-occitaniste, elle est prise à partie par l'Institut d'études occitanes pour avoir prétendument diffusé des « contre-vérités aisément décelables » dans les circulaires de cette association, et « privatis[é] » la bibliothèque de l'Institut.
En 1980, elle crée l'EA 2554, unité de recherche dans les études d'oc.
Elle dirige également La France latine de 1986 à 2004.
Elle prend sa retraite en 2001.
Elle appartient à l'Association internationale d'études occitanes.

### Vie personnelle
Elle épouse en 1970 Jean-Claude Thiolier, qui meurt en 2024, et avec qui elle a une fille, Antonine.

## Ouvrages
- Éd. de La Chanson satirique provençale au Moyen Âge, Paris, Nizet, 1971 (BNF 35205267)[7].
- Les Poésies satiriques et morales des troubadours du XIIe siècle à la fin du XIIIe siècle, Nizet, 1978 (BNF 34613135).
- Éd. de Jean-Géraud d'Astros, Lou Trimfe de la lengouo gascouo, Presses de l'université Paris-Sorbonne [désormais « PUPS »], 1980 (BNF 37698142).
- Éd. de Michel-Ange Marin, Les Avantures de Barbakan, chien errant de la ville d'Avignon, PUPS, 1983 (BNF 34747130).
- La Poétique des troubadours : trois études sur le Sirventès, PUPS, 1994  (ISBN 2-84050-018-3).
- Éd. de Frayre de joy et sor de plaser, PUPS, 1996  (ISBN 2-84050-068-X).
- Éd. avec Marie-Françoise Notz-Grob de Nouvelles courtoises occitanes et françaises, Paris, Librairie générale française, 1997  (ISBN 2-253-06661-3).
- Éd. de Raymond Lulle, L'Alchimie médiévale : L'Obratge dels philosophes, La Soma et les manuscrits d'oïl, PUPS, 1999  (ISBN 2-84050-149-X).
- Dir. avec Claire Kappler d'Alchimies : Occident-Orient, Paris, L'Harmattan, 2006  (ISBN 2-296-01235-3).
- Dir. avec Claire Kappler de Les Fous d'amour au Moyen âge : Orient-Occident, L'Harmattan, 2007  (ISBN 978-2-296-04535-4)[8],[9].
- L'Archet et le Lutrin : enseignement et foi dans la poésie médiévale d'oc, L'Harmattan, 2008  (ISBN 978-2-296-06215-3)[10].
- Dir. avec Claire Kappler de Le plurilinguisme au Moyen Âge : Orient-Occident : de Babel à la langue une, L'Harmattan, 2009  (ISBN 978-2-296-08196-3)[11],[12],[13].
- La Prise de Jérusalem par Vespasien : une légende médiévale entre Languedoc et Catalogne, L'Harmattan, 2012  (ISBN 978-2-296-96964-3).
- Voici l'arbre d'amour : nature et culture dans la poésie médiévale d'oc, L'Harmattan, 2018  (ISBN 978-2-343-14866-3)[14].
- Éd. de Se divertir en temps de peste dans Avignon : Les Aventures d'un chien errant, La Chanson de Saint-Roch, L'Harmattan, 2021  (ISBN 978-2-343-23387-1).